# Демографическая политика
Демографическая политика — комплекс экономических, административных, пропагандистских мероприятий, с помощью которых государство влияет на рождаемость в желаемом для себя направлении.
Демографическая политика может иметь разные цели:
- В развивающихся государствах, где наблюдается демографический взрыв, зачастую проводится политика ограничения рождаемости (антинатализма) путём контрацепции, стерилизации, консультаций по вопросам планирования семьи, а также иными методами (такими как политика одного ребёнка на одну семью в КНР).
- В развитых государствах, где наблюдается старение населения, обычно проводится политика стимулирования рождаемости, в основном путём предоставления различных социальных льгот и финансовой помощи семьям с детьми.

## Научно обоснованная демографическая политика
В демографической науке практически не развивается направление исследований демографической политики с разработкой на их основе научных рекомендаций. Причиной этого является распространённость во всём мире в публичном демографическом дискурсе людей, которые уверены, что демографическую политику проводить не нужно — они считают, что для улучшения демографической ситуации достаточно мер в области социальной политики.

## Примеры демографической политики
После Второй мировой войны, из-за демографического кризиса, развитию демографической политики было уделено особое внимание. Проблемы обсуждались на сессиях Генеральной Ассамблеи ООН, и в 1969 году был создан специальный фонд ЮНФПА.
В Союзе ССР проводилась политика поощрения многодетности, материальное и моральное стимулирование. В 1980-х наблюдалось снижение рождаемости, после чего были усилены поощрения. В постсоветской России политика поощрения рождаемости продолжилась, в качестве меры материального поощрения появился материнский капитал.
Однако демографы признают, что экономические меры стимуляции рождаемости не отличаются высокой эффективностью.
Непродуманная демографическая политика может приводить к непреднамеренным последствиям. Так, в 1966 году в Румынии при Николае Чаушеску была провозглашена цель достичь уровня рождаемости, «соответствующего экономическому прогрессу населения» и способного обеспечить увеличение численности населения страны до 24-25 миллионов к 1990 году. Для этого были запрещены аборты, была прекращена продажа контрацептивов, был введён налог на бездетных граждан в возрасте старше 25 лет в размере 30 % от их дохода. Сразу после этого рождаемость в Румынии возросла почти вдвое, однако стало быстро расти число подпольных абортов, которое в 1980—1983 годах уже превосходило число родов. Это привело к росту смертности женщин от осложнений при подпольных абортах. Кроме того, возросло число отказов матерей от новорожденных детей, что привело к росту численности сирот в детских домах. Рождаемость же к 1983 году вернулась к уровню 1966 года. Население Румынии в 1990 году немного превысило 23 миллиона человек, после чего стало сокращаться. Сейчас Румыния находится в числе европейских стран с самой низкой рождаемостью.

## Меры демографической политики
Экономические
- оплачиваемые отпуска; различные пособия при рождении ребёнка, часто в зависимости от их количества, возраст и состояние семьи оцениваются по прогрессивной шкале.
- ссуды, кредиты, налоговые и жилищные льготы — для повышения рождаемости.
- преимущества для многодетных семей — для повышения рождаемости.
- штрафы за превышение лимита по числу детей в семье (в Китае), лишение льгот и пособий (в остальных странах, где ведётся политика контроля рождаемости).
- введение прямого или косвенного налога на бездетность или что-то вроде его аналога — для стимулирования рождаемости и её повышения.

Административно-правовые
- законодательные акты, регулирующие возраст вступления в брак, разводимость, отношение к абортам и контрацепции, имущественное положение матери и детей при распаде брака, режим труда работающих женщин.

Воспитательные, пропагандистские
- формирование общественного мнения, норм и стандартов демографического поведения.
- определение отношения к религиозным нормам, традициям, обычаям.
- политика планирования семьи.
- половое образование молодёжи.

## Демографическая политика в России
В высказываниях российских чиновников и в публикациях российской прессы часто перепутаны понятия «демографическая политика» и «социальная политика» — демографической политикой называют государственные меры социальной поддержки, которые являются частью социальной политики, и наоборот. В результате никто (ни представители власти, ни адресаты социальной помощи) не понимают и не воспринимают демографическую политику, а её результаты трудно выделить среди других факторов.
Действенная, с подтверждённым эффектом, научно обоснованная мера демографической политики по увеличению рождаемости — материнский капитал на второго и последующих детей (по расчётам для 2022 года наилучший эффект должен быть от выплат 1 млн рублей и 1,5 млн рублей соответственно). При этом материнский капитал на первого ребёнка значимого эффекта на рождаемость не оказывает.